# Bruno Labbadia
Bruno Labbadia (ur. 8 lutego 1966 w Darmstadt) – niemiecki trener piłkarski i piłkarz, grający na pozycji napastnika.

## Kariera zawodnicza
Rozpoczynał w amatorskich drużynach SV Weiterstadt i FSV Schneppenhausen. Od 1984 w SV Darmstadt 98, w barwach którego występował w 2. Bundeslidze. W ciągu trzech lat udało mu się strzelić 44 bramki, dlatego tuż przed startem sezonu 1987/1988 ofertę pracy złożył mu pierwszoligowy Hamburger SV. Następnie, po półtora roku przeniósł się do 1. FC Kaiserslautern, w którym z kolei grał niemal trzy sezony. Po zdobyciu Pucharu Niemiec i zwycięstwie w Bundeslidze Bruno przeniósł się do Bayernu Monachium. Jako piłkarz tego klubu zadebiutował w 1992 roku w reprezentacji Niemiec (łącznie 2 występy), a rok później zdobył swój drugi tytuł mistrza kraju.
W 1993 odszedł do 1. FC Köln, w 1995 przeniósł się do Werderu Brema, a sezon 1998/1999 rozpoczął jako zawodnik Arminii Bielefeld (z którą awansował do pierwszej ligi). Ostatnie dwa lata zawodowej kariery (2001–2003) spędził w Karlsruher SC.
W pierwszej Bundeslidze łącznie wystąpił w 328 spotkaniach i strzelił 103 gole, natomiast w 2. Bundeslidze wystąpił 229 razy, strzelając 101 bramek. Jak do tej pory, jest to jedyny piłkarz, który strzelił ponad 100 bramek w obu najwyższych klasach rozgrywkowych w Niemczech.

## Kariera trenerska
Karierę szkoleniowca rozpoczynał w swoim pierwszym zawodowym klubie, SV Darmstadt 98 (2003–2006). Kontynuował ją w Greutherze Fürth, a w roku 2008 związał się umową z zespołem Bayeru 04 Leverkusen. W sezonie 2008/09 doszedł z nim do finału Pucharu Niemiec, lecz Aptekarze ulegli wówczas Werderowi Brema. Po meczu tym Labbadia stracił posadę, lecz już 5 czerwca 2009 roku podpisał 3-letni kontrakt z Hamburger SV. 26 kwietnia kolejnego roku został zwolniony z powodu słabych wyników zespołu. Od 2010 do 2013 roku był ponadto szkoleniowcem VfB Stuttgart; bez sukcesów.
15 kwietnia 2015 roku przejął funkcję trenera Hamburgera SV. Od 20 lutego 2018 roku prowadzi VfL Wolfsburg, pobijając z nią rekord najwyższego zwycięstwa w lidze przeciwko drużynie FC Augsburg. Mecz skończył się zwycięstwem 8:1 dla drużyny VlF Wolfsburg.. 
Od 13.04.2020 Labbadia pełnił rolę szkoleniowca zespołu Hertha BSC. Po przejęciu drużyny, doprowadził ją do zwycięstwa w derbach Berlina wygrywając 4:0 spotkanie z drużyną Union Berlin. Zaliczył również najlepszy początek pracy w roli trenera drużyny Herthy w historii.
Po serii niepowodzeń, 24 stycznia 2021 poinformowano o zwolnieniu Labbadii ze stanowiska trenera.